# Modzelatkowate

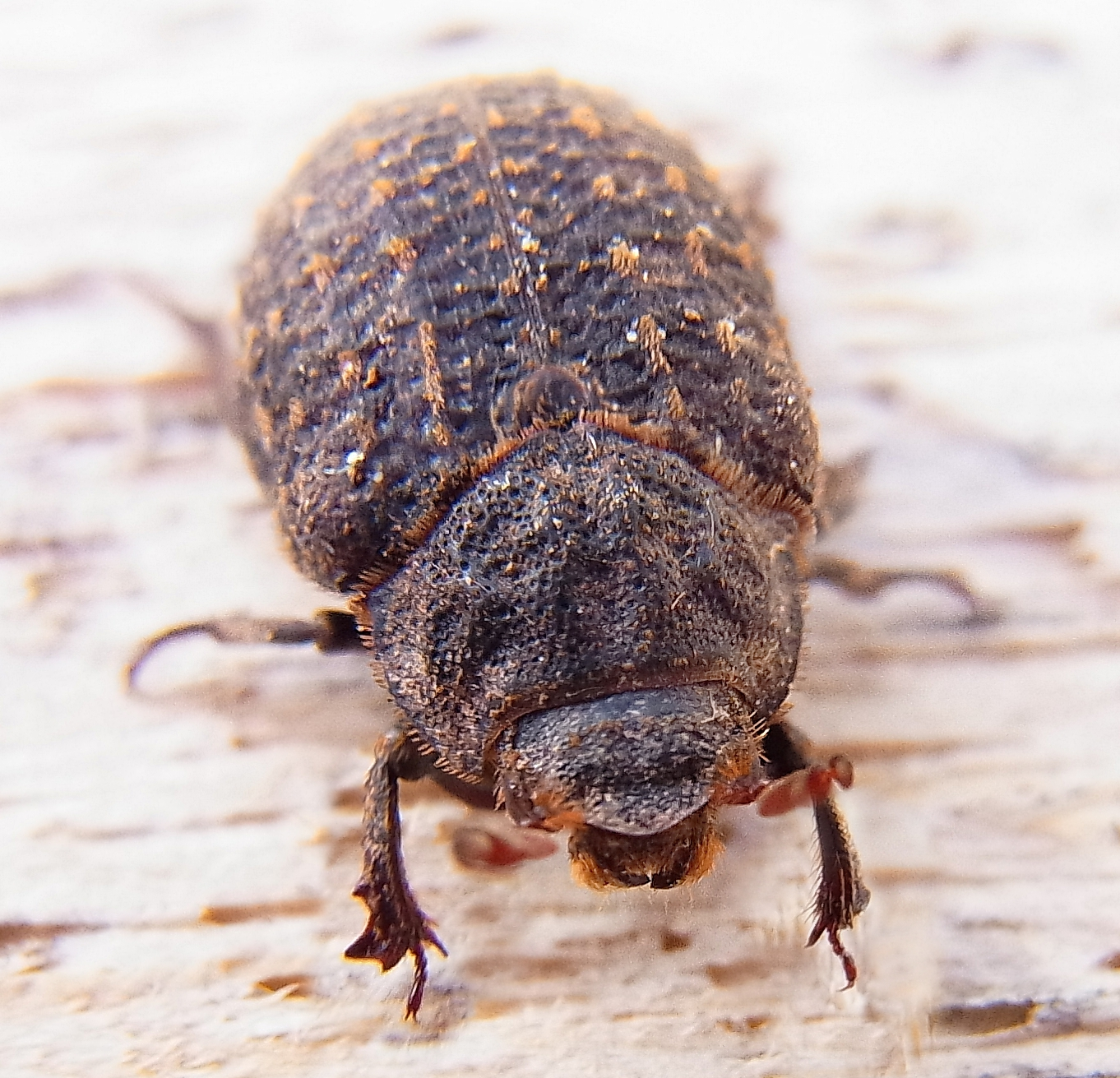
Trox sabulosus

Modzelatkowate (Trogidae) – rodzina chrząszczy z podrzędu wielożernych i nadrodziny żukokształtnych (Scarabaeoidea). Obejmuje około 250 gatunków.

## Opis

### Owady dorosłe
Ciało długości od 3 do 13 mm, wypukłe, okrągławe, z wierzchu guzowate i pokryte zwykle krótkimi szczecinkami. Ubarwienie żółtobrunatne do czarnego, ukryte jest pod skorupką złożoną z ziaren piasku, gliny i lepkiej wydzieliny wytwarzanej przez chrząszcza. Głowa mała, o dużych oczach i 10-członowych czułkach, zwieńczonych 3-członową buławką. Przedplecze pofałdowane, na krawędziach bocznych i tylnej oszczecinione. Pokrywy z 10 rzędami i międzyrzędami, na których występują guzki, zagłębienia i kępki szczecin charakterystyczne dla gatunku. Epipleury pokryw szerokie. Odwłok o pięciu widocznych sternitach, opatrzonych guzkami aparatu strydulacyjnego. Stopy krótkie, pięcioczłonowe.

### Larwy
Larwy pędrakowate. Charakteryzują się gęstym, pokrywającym również głowę, owłosieniem ciała i Y-kształtnym otworem odbytowym.

## Biologia i ekologia
Chrząszcze nekrofagiczne i saprofagiczne. Bytują na glebach piaszczystych, bogatych w substancje gnijące, na wyschniętej padlinie, w norach i gniazdach drapieżników, a rzadziej na ssaczych odchodach.

## Rozprzestrzenienie
Rodzina kosmopolityczna. W Europie występuje 25 gatunków, z czego w Polsce 5 z rodzaju Trox.

## Systematyka
Rodzina ta dzieli się na trzy podrodziny:
- †Avitortorinae Nikolajev, 2007
- Troginae MacLeay, 1819
- Omorginae Nikolajev, 2005